# Alex Pașcanu
Alexandru Ștefan Pașcanu (Bârlad, 28 de septiembre de 1998), más conocido como Alex Pașcanu, es un futbolista rumano que juega en la posición de defensa en las filas del Rapid de Bucarest de la Liga I.

## Trayectoria
Emigró con su familia a un pueblo cerca de Birmingham y se formó en la academia del Leicester City, en el que llegó a jugar en juveniles y en el equipo sub-23 en el que militó hasta la temporada 2018-19, antes de firmar en el verano de 2019 con el CFR Cluj de su país natal. Durante la primera parte de la temporada 2019-20 compitió con el CFR Cluj de la Liga I, hasta que en enero de 2020, el defensa es cedido al FC Voluntari de la Liga I.
El 29 de agosto de 2020 firmó con la S. D. Ponferradina de la Segunda División de España por dos temporadas, cedido por el CFR Cluj. El 17 de enero de 2022 se hizo oficial el acuerdo para la adquisición de sus derechos por parte de la S. D. Ponferradina, y en agosto de 2023 fue cedido al Real Sporting de Gijon.

## Selección nacional
En 2018 jugó con la sub-21 los partidos de clasificación para la Eurocopa Sub-21 de 2019, quedando invicta de su grupo en el que el jugador fue titular en todos los partidos menos uno. En la Eurocopa Sub-21 de 2019, ayudó a su equipo a conseguir la medalla de bronce al quedar tercer clasificado del torneo y además, lograría clasificarse para los Juegos Olímpicos de Verano de 2020.
El 11 de noviembre de 2018 recibió su primera convocatoria para la selección absoluta de Rumania. Para debutar tuvo que esperar al 18 de noviembre de 2024, cuando lo hizo en un partido de la Liga de Naciones de la UEFA 2024-25 ante Chipre que ganaron por cuatro a uno.

## Clubes
| Club                            | País    | Año       |
| ------------------------------- | ------- | --------- |
| CFR Cluj                        | Rumania | 2019-2022 |
| F. C. Voluntari (cedido)        | Rumania | 2020      |
| S. D. Ponferradina (cedido)     | España  | 2020-2022 |
| S. D. Ponferradina              | España  | 2022-2024 |
| Real Sporting de Gijón (cedido) | España  | 2023-2024 |
| Rapid de Bucarest               | Rumania | 2024-     |